# Saison 1951-1952 de la LAH
Saison précédente Saison suivante
La saison 1951-1952 de la Ligue américaine de hockey est la 16e saison de la ligue. Neuf équipes réparties en deux divisions jouent chacune 68 matchs. Les Hornets de Pittsburgh remportent leur première coupe Calder.

## Changement de franchise
- Les Indians de Springfield déménagent à Syracuse et deviennent les Warriors de Syracuse.

## Saison régulière

### Classement
| Clt   | Équipe               | PJ | V  | D  | N | BP  | BC  | Pts |
| ----- | -------------------- | -- | -- | -- | - | --- | --- | --- |
| +001, | Bears de Hershey     | 68 | 35 | 28 | 5 | 256 | 215 | 75  |
| +002, | Reds de Providence   | 68 | 32 | 33 | 3 | 263 | 270 | 67  |
| +003, | Bisons de Buffalo    | 68 | 28 | 36 | 4 | 230 | 298 | 60  |
| +004, | Warriors de Syracuse | 68 | 25 | 42 | 1 | 211 | 272 | 51  |

| Clt   | Équipe                  | PJ | V  | D  | N | BP  | BC  | Pts |
| ----- | ----------------------- | -- | -- | -- | - | --- | --- | --- |
| +001, | Hornets de Pittsburgh   | 68 | 46 | 19 | 3 | 267 | 179 | 95  |
| +002, | Barons de Cleveland     | 68 | 44 | 19 | 5 | 265 | 166 | 93  |
| +003, | Mohawks de Cincinnati   | 68 | 29 | 33 | 6 | 183 | 228 | 64  |
| +004, | Flyers de Saint-Louis   | 68 | 28 | 39 | 1 | 256 | 262 | 57  |
| +005, | Capitals d'Indianapolis | 68 | 22 | 40 | 6 | 232 | 273 | 50  |

- En gras : qualifié pour les séries

### Meilleurs pointeurs
| Joueur          | Équipe                  | PJ | B  | A  | Pts | Pun |
| --------------- | ----------------------- | -- | -- | -- | --- | --- |
| Ray Powell      | Reds de Providence      | 67 | 35 | 62 | 97  | 6   |
| Steve Wochy     | Barons de Cleveland     | 68 | 37 | 41 | 78  | 42  |
| Jackie Hamilton | Flyers de Saint-Louis   | 67 | 27 | 50 | 77  | 34  |
| Ab DeMarco      | Bisons de Buffalo       | 67 | 28 | 49 | 77  | 34  |
| Barry Sullivan  | Reds de Providence      | 61 | 25 | 47 | 72  | 12  |
| Kelly Burnett   | Warriors de Syracuse    | 68 | 25 | 43 | 68  | 10  |
| Earl Reibel     | Capitals d'Indianapolis | 68 | 33 | 34 | 67  | 8   |
| Grant Warwick   | Bisons de Buffalo       | 55 | 24 | 41 | 65  | 35  |
| Paul Gladu      | Reds de Providence      | 66 | 31 | 33 | 64  | 64  |
| Bob Hassard     | Hornets de Pittsburgh   | 67 | 18 | 46 | 64  | 36  |

## Séries éliminatoires
- La série entre les deux premières équipes de chaque division se joue au meilleur des sept matchs. Le vainqueur est qualifié directement pour la finale qui se joue également au meilleur des sept matchs.
- Toutes les autres séries se jouent au meilleur des cinq matchs[2].

### Tableau
|  | Tour préliminaire | Tour préliminaire | Tour préliminaire | Tour préliminaire |            |            | Demi-finales | Demi-finales | Demi-finales | Demi-finales |  |  | Finale | Finale | Finale | Finale |
|  |                   |                   |                   |                   |            |            |              |              |              |              |  |  |        |        |        |        |
|  |                   |                   |                   |                   |            |            |              |              |              |              |  |  |        |        |        |        |
|  |                   |                   |                   |                   |            |            |              |              |              |              |  |  |        |        |        |        |
|  | Hershey           | Hershey           | 1                 | 1                 |            |            |              |              |              |              |  |  |        |        |        |        |
|  | Hershey           | Hershey           | 1                 | 1                 |            |            |              |              |              |              |  |  |        |        |        |        |
|  | Pittsburgh        | Pittsburgh        | 4                 | 4                 |            |            |              |              |              |              |  |  |        |        |        |        |
|  | Pittsburgh        | Pittsburgh        | 4                 | 4                 | Pittsburgh |            |              |              |              |              |  |  |        |        |        |        |
|  |                   |                   |                   |                   |            |            |              |              |              |              |  |  |        |        |        |        |
|  |                   |                   | Laissez-passer    |                   |            |            |              |              |              |              |  |  |        |        |        |        |
|  |                   |                   |                   |                   |            |            |              |              |              |              |  |  |        |        |        |        |
|  |                   |                   |                   |                   |            |            |              |              |              |              |  |  |        |        |        |        |
|  |                   |                   |                   |                   |            |            |              |              |              |              |  |  |        |        |        |        |
|  | Pittsburgh        | Pittsburgh        | 4                 | 4                 |            |            |              |              |              |              |  |  |        |        |        |        |
|  | Pittsburgh        | Pittsburgh        | 4                 | 4                 |            |            |              |              |              |              |  |  |        |        |        |        |
|  |                   |                   | Providence        | Providence        | 2          | 2          |              |              |              |              |  |  |        |        |        |        |
|  | Providence        | Providence        | Providence        | Providence        | 2          | 2          | 3            | 3            |              |              |  |  |        |        |        |        |
|  | Providence        | Providence        |                   |                   |            |            |              |              |              |              |  |  |        |        |        |        |
|  | Cleveland         | Cleveland         | 2                 | 2                 |            |            |              |              |              |              |  |  |        |        |        |        |
|  | Cleveland         | Cleveland         | 2                 | 2                 | Providence | Providence | 3            | 3            |              |              |  |  |        |        |        |        |
|  |                   |                   |                   |                   | Providence | Providence | 3            | 3            |              |              |  |  |        |        |        |        |
|  |                   |                   | Cincinnati        | Cincinnati        | 1          | 1          |              |              |              |              |  |  |        |        |        |        |
|  | Buffalo           | Buffalo           | Cincinnati        | Cincinnati        | 1          | 1          | 0            | 0            |              |              |  |  |        |        |        |        |
|  | Buffalo           | Buffalo           |                   |                   |            |            |              | 0            |              |              |  |  |        |        |        |        |
|  | Cincinnati        | Cincinnati        | 3                 | 3                 |            |            |              |              |              |              |  |  |        |        |        |        |
|  | Cincinnati        | Cincinnati        | 3                 | 3                 |            |            |              |              |              |              |  |  |        |        |        |        |
|  |                   |                   |                   |                   |            |            |              |              |              |              |  |  |        |        |        |        |

## Trophées

### Trophées collectifs
| Coupe Calder : Vainqueurs des séries                         | Hornets de Pittsburgh |
| Trophée F.-G.-« Teddy »-Oke : Champions de la division Ouest | Hornets de Pittsburgh |

### Trophées individuels
| Trophée Les-Cunningham : Meilleur joueur de la saison                                 | Ray Powell (Reds de Providence)       |
| Trophée Carl-Liscombe : Meilleur pointeur                                             | Ray Powell (Reds de Providence)       |
| Trophée Dudley-« Red »-Garrett : Meilleure recrue                                     | Earl Reibel (Capitals d'Indianapolis) |
| Trophée Harry-« Hap »-Holmes : Gardien ayant la plus petite moyenne de buts encaissés | Johnny Bower (Barons de Cleveland)    |